# Via della Spina
Via della Spina är en romersk väg som gick från Spoleto till Colfiorito och vidare till Adriatiska havet. Via della Spina börjar som en förgrening av Via Flaminia nära Spoleto. Vägen passerar Commaro, Orsano, Verchiano, Popola och Colfiorito och sedan vidare till Adriatiska havet.
De äldsta sträckorna av Via della Spina tros vara från fyrahundratalet f.Kr. Då användes den bland annat för järnhandeln mellan Elba och Grekland. Det påstås att Sankt Peter tog Via Della Spina för att nå picenerna från Rom. Vägen fick viss betydelse på medeltiden som ett alternativ till den brantare Via Plestina för dem som ville passera Apenninerna.